# N̦
Cette page contient des caractères spéciaux ou non latins. S’ils s’affichent mal (▯, ?, etc.), consultez la page d’aide Unicode.
N̦ (minuscule : n̦), appelé N virgule souscrite, est un graphème qui était utilisé dans l'écriture du same et du nénètse.
Il s'agit de la lettre N diacritée d'une virgule souscrite.
Il est utilisé en letton, mais dans la pratique les caractères codés pour N cédille sont utilisés pour le représenter pour des raisons techniques historiques. Ce dernier a sa cédille remplacée par une virgule souscrite dans plusieurs fontes adaptées au letton.

## Utilisation

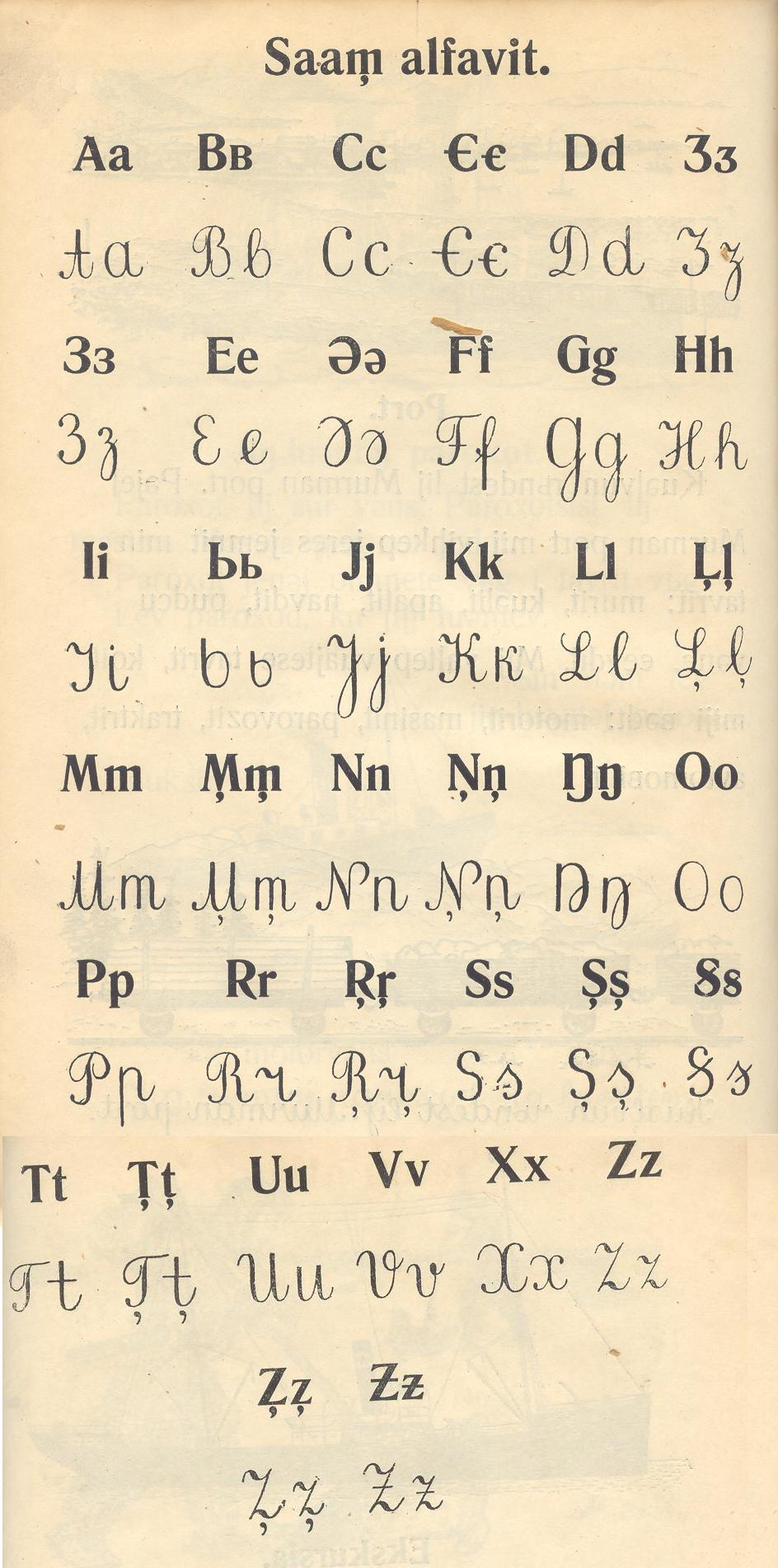
Alphabet same de 1933 utilisant le N virgule souscrite.

### Nénètse
En nénètse, le N virgule souscrite ‹ N̦, n̦ › était utilisé dans l’alphabet latin de 1931 pour représenter la consonne occlusive nasale alvéolaire voisée palatalisée : /nʲ/.

## Représentations informatiques
Le N virgule souscrite peut être représenté avec les caractères Unicode suivant :
- décomposé (latin de base, diacritiques) :

| formes    | représentations | chaînes de caractères | points de code | descriptions                                            |
| --------- | --------------- | --------------------- | -------------- | ------------------------------------------------------- |
| capitale  | N̦               | N◌̦                    | U+004E U+0326  | lettre majuscule latine n diacritique virgule souscrite |
| minuscule | n̦               | n◌̦                    | U+006E U+0326  | lettre minuscule latine n diacritique virgule souscrite |